# Wannarot Sonthichai
Wannarot Sonthichai (tiếng Thái: วรรณรท สนธิไชย, phiên âm: Van-na-rót Son-thi-chai, sinh ngày 10 tháng 4 năm 1989) còn có nghệ danh là Vill (วิว), là một nữ ca sĩ, diễn viên và người mẫu người Thái Lan trực thuộc GMM Grammy. Cô được biết đến qua vai Nampetch trong Đêm định mệnh, Dao trong Vì sao lạc và hai chị em sinh đôi Kandaomani/Kandaowasi trong Bi tình song sinh ...

## Sự nghiệp
Wannarot Sonthichai từng theo học một trường trung học ở Thái Lan. Sau này, cô tốt nghiệp Đại học Silapakorn (khoa Khảo cổ học, chuyên ngành Nhân học). Cô bước vào làng giải trí Thái cùng với Yuke Songpaisan khi họ cùng nhau thử giọng tại Exact. Cả hai sau đó đã cặp đôi và trở thành những vai diễn hàng đầu trong lakorn "Đêm định mệnh" (bản làm lại của phim "Dòng máu phượng hoàng"). Bộ phim là một thành công lớn và đạt được đánh giá cao nhất cho một tập phim là 17. Cả hai đã nhanh chóng trở thành một trong những cặp Koo Jin nổi tiếng nhất trong những năm đó.
Năm 2010, cô đóng phim "Em là phụ nữ" cùng với ca sĩ nổi tiếng Bie Sukrit Wisedkaew. Rating của phim đạt đến con số 14 và được giải thưởng "Bộ phim nước ngoài của năm hay nhất" của đài An Huy Trung Quốc 2011. Bộ phim đạt tỉ lệ người xem cao nhất trên đài Ch5 năm 2010.
Năm 2013, Vill đóng cặp với Toomtam Yuthana Puengklarng, quán quân The Star 7 trong phim "Bi tình song sinh". Bộ phim đạt tỉ lệ người xem cao nhất trên đài Ch5 năm 2013. Tập cuối của phim đạt rating 6.8.
Năm 2014, Vill đóng cặp với Put Puttichai trong phim "Bắt lấy thiên thần". Bộ phim cũng được đánh giá là top 10 phim hay nhất xứ sở chùa Vàng năm 2014, cặp đôi Push - Vill trong phim cũng trở thành một trong những cặp đôi đẹp nhất màn ảnh và được yêu cầu tái hợp liên tục.

## Danh sách phim

### Phim truyền hình
| Năm  | Phim                      | Tên tiếng Việt                 | Vai                                                       | Đóng với                                     | Kênh   | Kênh chiếu tại Việt Nam |
| ---- | ------------------------- | ------------------------------ | --------------------------------------------------------- | -------------------------------------------- | ------ | ----------------------- |
| 2008 | Kwarm Lub Kaung Superstar | Bí mật của siêu sao            | Chính mình (khách mời)                                    |                                              | CH5    | Today TV                |
| 2008 | Kaew Lorm Petch           | Đêm định mệnh                  | Nampetch                                                  | Yuke Songpaisan                              | CH5    | Today TV                |
| 2009 | Sakul Ga                  | Vì sao lạc                     | Dao                                                       | Patiparn Pataweekarn                         | CH5    | Today TV                |
| 2010 | Dok Ruk Rim Tang          | Em là... phụ nữ                | Aunth Patthanapridi / Ooth                                | Sukrit Wisedkaew                             | CH5    | Let's Viet              |
| 2010 | Malai Sarm Chai           | Kiếp hoa buồn                  | Noo Yim                                                   | Vittavat Singlumpong & Pongsiri Bunluewong   | CH5    | Let's Viet              |
| 2011 | Talad Arom                | Tình yêu đam mê                | Gang                                                      | Chakrit Yamnarm                              | CH5    | Today TV                |
| 2011 | Karm Wayla Tharm Ha Ruk   | Vượt thời gian đi tìm tình yêu | Perpim lúc trẻ (khách mời)                                | Sukrit Wisedkaew                             | CH5    | Let's Viet              |
| 2011 | Kohn Teun                 | Ngoài vòng pháp luật           | Saman                                                     | Ratchanont Suprakob                          | CH5    | Let's Viet              |
| 2012 | Nam Kuen Hai Reab Ruk     | Mối tình mùa nước lũ           | Wun                                                       | Nawat Kulrattanarak                          | CH5    | Let's Viet              |
| 2012 | Nang Singh Sabad Chor     | Nữ hiệp áo đen                 | Bác sĩ Wartsana                                           | Pakin Kumwilaisuk                            | CH5    | Let's Viet              |
| 2012 | Sao Noi 2012              | Tình khúc đảo thiên thần       | Nid / Wanida                                              | Yuke Songpaisan                              | CH9    | HTVC Phim               |
| 2013 | Koo Gum 2013              | Nghiệt duyên                   | Wanrudee (khách mời)                                      | Chaiyapol Pupart                             | CH5    | SNTV.SCTV6              |
| 2013 | Sud Sai Pan 2013          | Bi tình song sinh              | Gandaowasee / Gandaomanee Girinisuan                      | Yuthana Puengklarng                          | CH5    | Let's Viet              |
| 2014 | Leh Nangfah               | Bắt lấy thiên thần             | Lallalit / Beauty                                         | Puttichai Kasetsin                           | CH5    | TVStar - SCTV11         |
| 2015 | Ngao Jai 2015             | Dối tình                       | Maytinee (May)                                            | Yuthana Puengklarng                          | ONE HD | Giải Trí TV - VTVcab1   |
| 2016 | Nai Leh Saneha            | Thay tim đổi phận              | Naluntha (Nalun) Chayanupung / Pattinee (Pat) Hirathakarn | Teerapat Sajakul & Popetorn Soonthornyanakij | ONE HD | Giải Trí TV - VTVcab1   |
| 2017 | Tae Pang Korn 2017        | Duyên nợ tiền kiếp             | Man Keaw / Rachawadee (Fah) / Antra                       | Yuke Songpaisan                              | ONE HD |                         |
| 2017 | A Love to Kill            | Nơi nào anh có em/Yêu khờ dại  | Inthira                                                   | Chaiyapol Pupart                             | ONE HD | Giải Trí TV - VTVcab1   |
| 2017 | Paragit Likhit Ruk        | Vận mệnh trái tim              | Jarawee / Lisa                                            | Sean Jindachot                               | ONE HD |                         |
| 2018 | Kahon Maha Ratuek         | Lời nguyền bí ẩn               | Panornit Piromrut / Khun Nor                              | Nawat Kulrattanarak                          | ONE HD |                         |
| 2018 | Bangkok Naruemit          | Lời nguyền rạp hát             | Paengmas / Ward                                           | Arak Amornsupasiri                           | ONE HD |                         |
| 2019 | Taley Rissaya 2019        | Khát vọng giàu sang 2019       | Fahsai (Fah) Thanasarnsap                                 | Jespipat Tilapornputt                        | ONE HD | HTV2 - Vie Channel      |
| 2019 | Mae Mod Jao Sanae         | Người mẹ kế đáng yêu           | Tammy                                                     | Chakrit Yamnarm                              | GMM25  |                         |
| 2019 | Sanya Kaen Saen Rak       | Sự trả thù đáng yêu            | Wongwen                                                   | Nitidon Pomsuwan                             | ONE HD |                         |
| 2020 | Jao Mae Asorapit          | Độc xà / Nụ hôn nữ thần rắn    | Nakee Unyawadee / Unyanee                                 | Norraphat Vilaiphan & Nattaya Tongsen        | ONE HD | ON E Channel            |
| 2020 | Ruk Laek Pop              | Tình yêu hoán kiếp             | Wan Bankitkosol                                           | Thanapat Kawila                              | ONE HD | SCTV6 - FIM360          |
| 2021 | Ruk Woon Wai Jao Chai Kob | Hoàng tử ếch (ver. Thái)       | Lookpat                                                   | Yuke Songpaisan                              | ONE HD | SCTV6 - FIM360          |
| 2022 | My Lovely Bodyguard       | Nàng vệ sĩ của tôi             | Saraphi                                                   | Phupoom Pongpanu                             | ONE HD | SCTV6 - FIM360          |

### Series ngắn
| Năm  | Phim                                        | Tên tiếng Việt                  | Vai    | Đóng với                                 | Kênh   |
| ---- | ------------------------------------------- | ------------------------------- | ------ | ---------------------------------------- | ------ |
| 2016 | Club Friday The Series 7: Home              |                                 | Sha    | Thana Suttikamul                         | GMM25  |
| 2016 | Rak Fun Thalob                              | Hành trình chống ế              | Preaw  | Tanatat Chaiyaat & Keerati Mahapreukpong | ONE HD |
| 2016 | We Were Born in the 9th Reign Series (Give) | Phim tưởng niệm đức vua Rama IX | Thiwan | Yuke Songpaisan                          | ONE HD |

### Sitcom
| Năm         | Phim                  | Tên tiếng Việt                    | Vai      | Đóng với         | Kênh   | Kênh chiếu tại Việt Nam |
| ----------- | --------------------- | --------------------------------- | -------- | ---------------- | ------ | ----------------------- |
| 2010        | Pen Tor               |                                   | กิ๊ฟ       | (khách mời)      | CH3    |                         |
| 2016 - 2017 | Soot Ruk Chun La Moon | Công thức tình yêu của bếp trưởng | Looktarn | Sukrit Wisedkaew | ONE HD | TVStar - SCTV11         |

### Phim điện ảnh
| Năm  | Phim                   | Tên tiếng Việt     | Vai        | Đóng với          |
| ---- | ---------------------- | ------------------ | ---------- | ----------------- |
| 2013 | The Way                |                    | มุตตา / มุนิน | Pakin Kumwilaisuk |
| 2013 | Jan Dara 2: The Finale | Mẹ kế 2            | Malai      | Chaiyapol Pupart  |
| 2016 | Take Me Home           | Lời nguyền của quỷ | Tubtim     | Mario Maurer      |

## Video ca nhạc
- Kwarm Poog Pun (Seu Kwarm Ruk) Mai Dai" Wichayanee Pearklin.
- Yoo Peur Ter" Ruj the star với Yuke Songpaisarn.
- Hug" Bie Sukrit Wisedkaew.
- Yood Tee Ter" Premmanat Suwannanon.
- "Ter Keu Tang Hua Jai" Gam Koonkornpach (แก้ม กุลกรณ์พัชร์) với Nitidon Pomsuwan
- Ngao Nai Hua Jai (A Shadow in My Heart) (2015) Duet by Pex Zeal & Nuengthida Sophon với Yuthana Puengklarng.
- "Tee Ruk" (2015) by Ann Thitima với Chanatip Phothongka

## Quảng cáo
- NEUTROGENA [2]
- ESSENTIAL DAMAGE CARE [3]
- Nivea super mousse [4]

## Tạp chí
- Knock knock
- Campus
- U-pluz
- สุดสัปดาห์
- แพรว
- Cleo
- Volume
- Shopping bag
- ภาพยนตร์บันเทิง [5]
- Spicy
- TVPOOL
- Lisa
- Honeymoon Travel
- หญิงไทย
- Ploygampetch
- Her world
- สาวน่ากอด 2012
- Kwan Ruen
- Wedding
- Koo Sang Koo Som
- Chee Wit Rak
- Wedding Guru
- Praew's 35th Birthday
- Dichan
- Finale
- Pap Pay On Ban Terng
- OHO
- Cheewa Chit
- WE
- Mix
- Banana
- Love
- Traveller's companion - Kobe, Japan
- Kul La Sa Tree
- Olive
- Kazz
- IGenglish
- Student Weekly
- DONT

## Giải thưởng
- 2008 - 2009: Yuke Songpaisan & Vill Wannarot Sonthichai được đề cử giải Diễn viên triển vọng.
- 2014: Vill được đề cử giải Nữ diễn viên xuất sắc nhất & Nữ diễn viên được yêu thích nhất cho vai diễn Gandawasee & Gandamanee trong phim Bi tình song sinh tại lễ trao giải Komchadluek.
- 2015: Vill được đề cử cho giải "Nữ diễn viên được yêu thích nhất" một lần nữa tại lễ trao giải Komchadluek, diễn ra vào ngày 27 tháng 4 năm 2015.
- 2021: Vill được đề cử giải "Nữ diễn viên chính xuất sắc nhất" cho vai diễn Mae Wan trong phim Tình yêu hoán kiếp tại Siam Series Awards.

## Liên Kết Ngoài
- Wannarot Sonthichai trên Instagram
- Wannarot Sonthichai trên TikTok